# Belarús al Festival de la Cançó d'Eurovisió
Belarús és un dels participants al Festival de la Cançó d'Eurovisió. Després de la seva primera aparició al Festival de la Cançó d'Eurovisió Júnior, en 2003, va debutar en la versió adulta al Festival de 2004, edició en què es van implementar les rondes semifinals per determinar qui competeix en la final. El país aconseguiria classificar-se per primera vegada en 2007.
Fins al moment, Belarús només ha aconseguit passar a la final en 2007, 2010, 2013, 2014, 2017 i 2019. En 2017 va ser representada per NaviBand amb «Historyja majho žyccia», la qual va ser la primera vegada que el país enviava una cançó composta en belarús.
De totes les seves participacions, només en 2007 va aconseguir el TOP-10, quan va obtenir la sisena posició amb «Work your magic».
Des de l'1 de juliol de 2021, el país no compta amb representació a la Unió Europea de Radiodifusió, ja que a l'estació membre (BRTC) se li va suspendre la membresía després de les polèmiques per la interferència del govern belarús en la llibertat de premsa, per tant, el país no pot participar en el certamen europeu i en altres activitats relacionades amb l'EBU des de llavors.

## Història
Bielorússia es va presentar al concurs el mateix any que es van començar a utilitzar les semifinals per determinar qui competiria a la final. Belarús s'ha classificat per a la final sis vegades: el 2007 amb "Work Your Magic", el 2010 amb "Butterflies", el 2013 amb "Solayoh", el 2014 amb "Cheesecake", el 2017 amb "Story of My Life" i el 2019 amb "Like It".
Alexander Rybak, el guanyador del concurs de 2009 en representació de Noruega, va expressar el seu interès a compondre una entrada per al seu país natal, Belarús. La cançó "Accent" de Rybak, interpretada per Milki, va competir a la final nacional de Belarús per al concurs de 2015, quedant quarta.
Bielorússia inicialment tenia previst participar al concurs del 2021 i estava previst que actuarà a la primera meitat de la primera semifinal. El 9 de març de 2021, Galasy ZMesta es va anunciar com a participant escollit amb la cançó "Ya nauchu tebya (I'll Teach You)". No obstant això, l'entrada va ser desqualificada l'11 de març, ja que l'EBU va decidir que la cançó infringia les regles del concurs. L'emissora bielorussa BTRC va rebre l'ordre d'enviar una versió nova de la cançó o una cançó completament nova que compleixi les regles, o bé s'enfrontés a la desqualificació. El 26 de març, BTRC va presentar la cançó "Pesnya pro zaytsev (Cançó sobre llebres)" (en rus: Песня про зайцев), també cantada per Galasy ZMesta, com a nova entrada de Belarús, però aquesta cançó també va ser desqualificada, de nou per els mateixos motius que el seu intent anterior i, posteriorment, Belarús va ser desqualificat del concurs del 2021.
El 28 de maig de 2021, sis dies després de la final de 2021, l'EBU va votar a favor de suspendre la pertinença de BTRC. BTRC va rebre dues setmanes per respondre abans que la suspensió entrés en vigor l'11 de juny, però no hi va haver cap resposta pública. L'emissora va ser expulsada de la UER l'1 de juliol, perdent per tant els drets d'emissió i participació en el concurs. Posteriorment es va declarar que l'expulsió duraria tres anys, però Belarús hauria de tornar a sol·licitar l'adhesió després que expirés.

## Participacions
Llegenda
| Any                                   | Seu         | Artista                 | Cançó                    | Final                | Punts                | Semifinal           | Punts               |
| ------------------------------------- | ----------- | ----------------------- | ------------------------ | -------------------- | -------------------- | ------------------- | ------------------- |
| 2004                                  | Istanbul    | Aleksandra & Konstantin | «My Galileo»             | No es va classificar | No es va classificar | 19                  | 10                  |
| 2005                                  | Kíev        | Angelica Agurbash       | «Love me tonight»        | No es va classificar | No es va classificar | 13                  | 67                  |
| 2006                                  | Atenes      | Polina Smolova          | «Mum»                    | No es va classificar | No es va classificar | 22                  | 10                  |
| 2007                                  | Hèlsinki    | Dmitry Koldun           | «Work your magic»        | 6                    | 145                  | 4                   | 176                 |
| 2008                                  | Belgrad     | Ruslán Aliajno          | «Hasta la vista»         | No es va classificar | No es va classificar | 17                  | 27                  |
| 2009                                  | Moscou      | Petr Elfimov            | «Eyes that never lie»    | No es va classificar | No es va classificar | 13                  | 25                  |
| 2010                                  | Oslo        | 3+2 & Robert Wells      | «Butterflies»            | 24                   | 18                   | 9                   | 59                  |
| 2011                                  | Düsseldorf  | Anastasia Vinnikova     | «I love Belarus»         | No es va classificar | No es va classificar | 14                  | 45                  |
| 2012                                  | Bakú        | Litesound               | «We Are the Heroes»      | No es va classificar | No es va classificar | 16                  | 35                  |
| 2013                                  | Malmö       | Alyona Lanskaya         | «Solayoh»                | 16                   | 48                   | 7                   | 64                  |
| 2014                                  | Copenhaguen | TEO                     | «Cheesecake»             | 16                   | 43                   | 5                   | 87                  |
| 2015                                  | Viena       | Uzari i Maimuna         | «Time»                   | No es va classificar | No es va classificar | 12                  | 39                  |
| 2016                                  | Estocolm    | Ivan                    | «Help You Fly»           | No es va classificar | No es va classificar | 12                  | 84                  |
| 2017                                  | Kíev        | NaviBand                | «Historyja majho žyccia» | 17                   | 83                   | 9                   | 110                 |
| 2018                                  | Lisboa      | Alekseev                | «Forever»                | No es va classificar | No es va classificar | 16                  | 65                  |
| 2019                                  | Tel-Aviv    | Zena                    | «Like it»                | 24                   | 31                   | 10                  | 122                 |
| 2020                                  | Rotterdam   | VAL                     | «Da Vidna»               | Festival cancel·lat  | Festival cancel·lat  | Festival cancel·lat | Festival cancel·lat |
| 2021                                  | Rotterdam   | Galasy ZMesta           | «Ya Nauchu Tebya»        | Desqualificat        | Desqualificat        | Desqualificat       | Desqualificat       |
| No hi va participar entre 2022 i 2025 |             |                         |                          |                      |                      |                     |                     |

## Polèmiques
Belarús s'ha vist embolicada en certes polèmiques quant a l'elecció del seu representant o la cançó.
- L'any 2010, el triat va ser el grup 3+2. Al principi, la cançó que els representaria era «Far away», que ja havia estat publicada abans que fossin triats representants de Belarús. En incomplir una norma, se'n va haver de triar una altra: «Butterflies».
- L'any 2011 es va descobrir que «I am Belorussian» va ser publicada abans de l'1 de setembre de l'any anterior, quelcom prohibit pel reglament. Es va optar, finalment, per enviar la cançó «I love Belarus», publicada el 14 de març.
- L'any 2012, concretament el dia 14 de febrer, es va fer una gala amb cinc participants d'entre els quals sortiria el representant de Belarús per aquest any. La guanyadora va ser Alyona Lanskaya; però el dia 24 de febrer es va iniciar una recerca i van esbrinar que l'equip d'Alyona va manipular el televot perquè li donessin els dotze punts a ella, per la qual cosa Alyona va quedar desqualificada. Amb aquesta decisió, els segons, que va ser el grup Litesound, van representar Belarús.
- L'any 2013, la triada va ser Alyona Lanskaya, la cantant que l'any anterior va ser desqualificada. Aquesta vegada la polèmica va venir causada per canviar la cançó amb què representaria Belarús, anomenada «Rhythm of love». Finalment, Alyona va presentar la cançó «Solayoh», amb la qual va acudir al festival.
- L'any 2016, Ivan pretenia cantar la seva cançó nu i amb un llop en l'escenari, cosa que està totalment en contra de les normes, per la qual cosa al final només ho va fer virtualment.
- L'any 2019, el jurat professional belarús va desvetllar públicament les seves votacions de la primera semifinal, cosa que va en contra de les normes. Així, en la final va ser substituït per una mitjana dels resultats obtinguts en els jurats de la seva mateixa zona geopolítica, és a dir, Armènia, Azerbaidjan, Geòrgia i Rússia. A l'hora d'anunciar els punts del jurat, a causa d'un error humà, aquesta votació es va obtenir al revés, és a dir, el "jurat belarús" va atorgar 12 punts a Israel, 10 a Estònia i 8 a Alemanya, en comptes d'atorgar el 12 a Malta, el 10 a Macedònia del Nord o el 8 a Xipre. Quatre dies després, la Unió Europea de Radiodifusió va solucionar l'error i va publicar la classificació definitiva. Espanya va ser un dels països afectats, ja que va perdre 6 punts, encara que la seva posició no es va veure alterada.
- L'any 2021, la cançó "Ya Nauchu Tebya" del grup Galasy ZMesta va ser desqualificada per contingut polític, ja que en la composició feia al·legories al règim del president Aleksandr Lukaixenko. Després de l'oportunitat de canviar la lletra o enviar una nova cançó, van ser desqualificats pel fet que el nou tema continuava tenint un caire polític.

## Galeria d'imatges

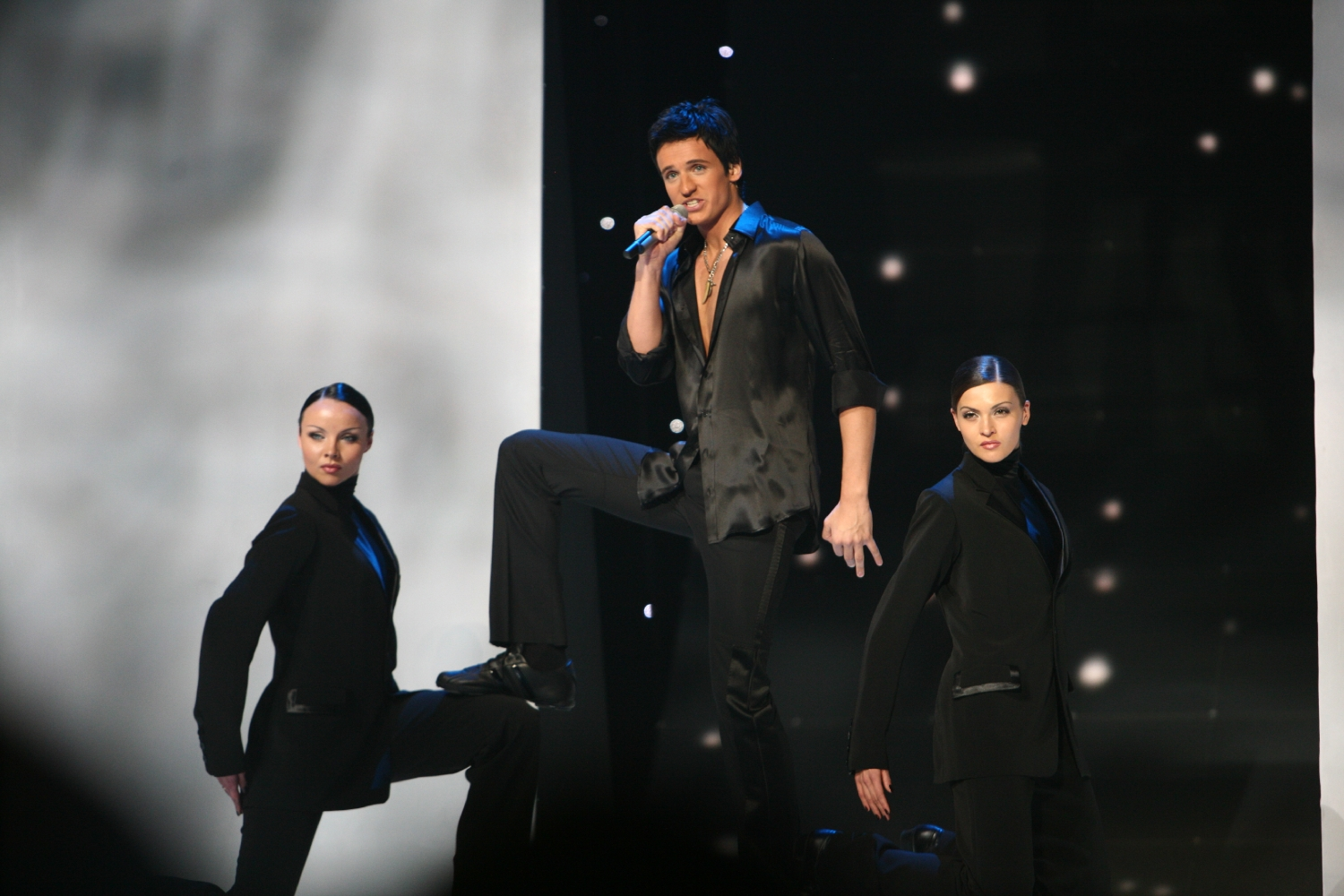
Dmitry Koldun a Hèlsinki (2007)
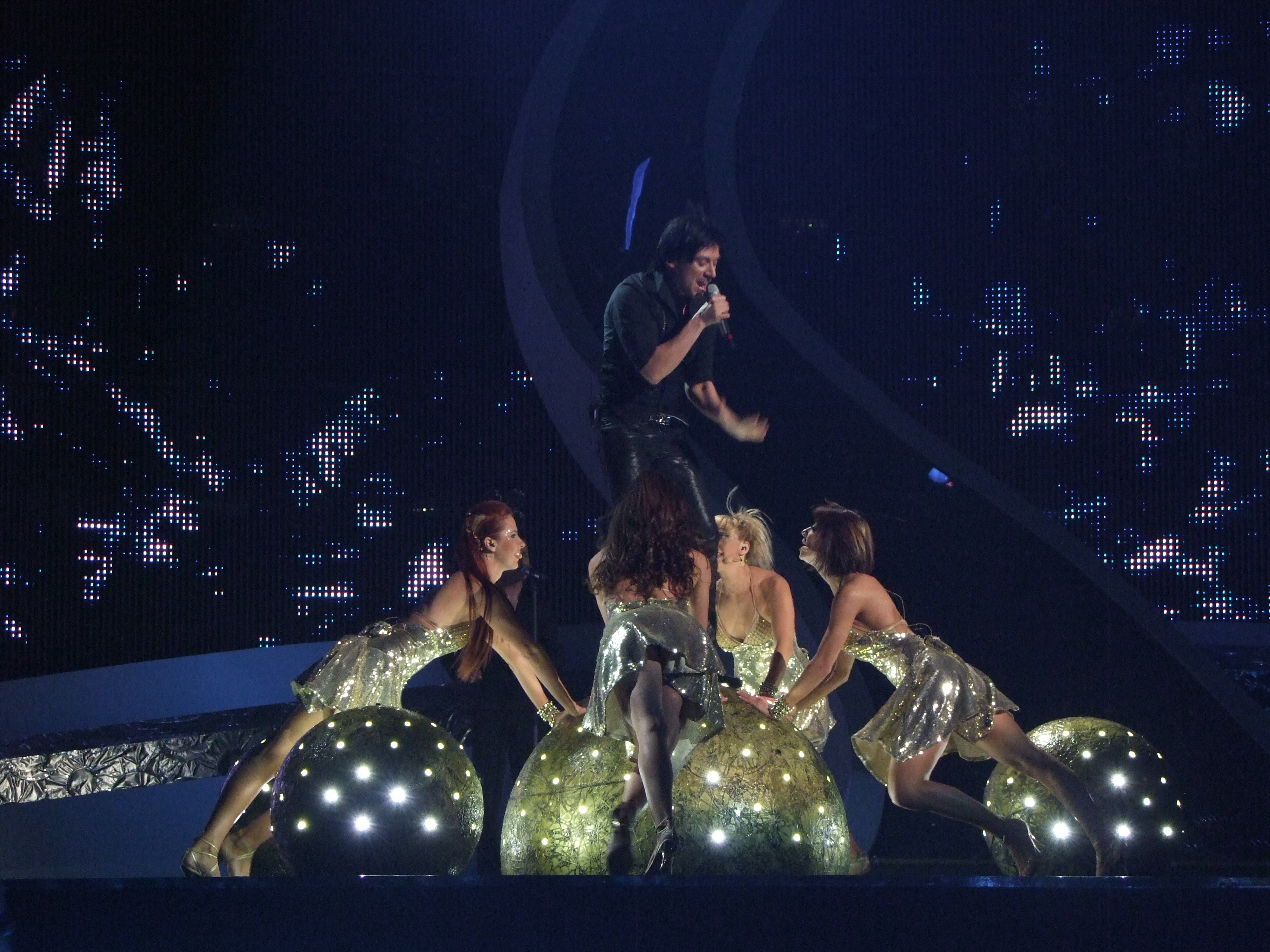
Ruslán Aliajno a Belgrad (2008)
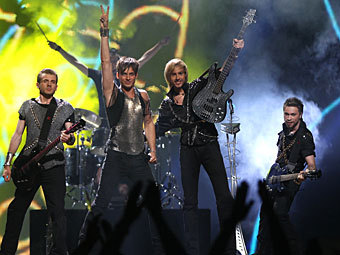
Litesound a Bakú (2012)
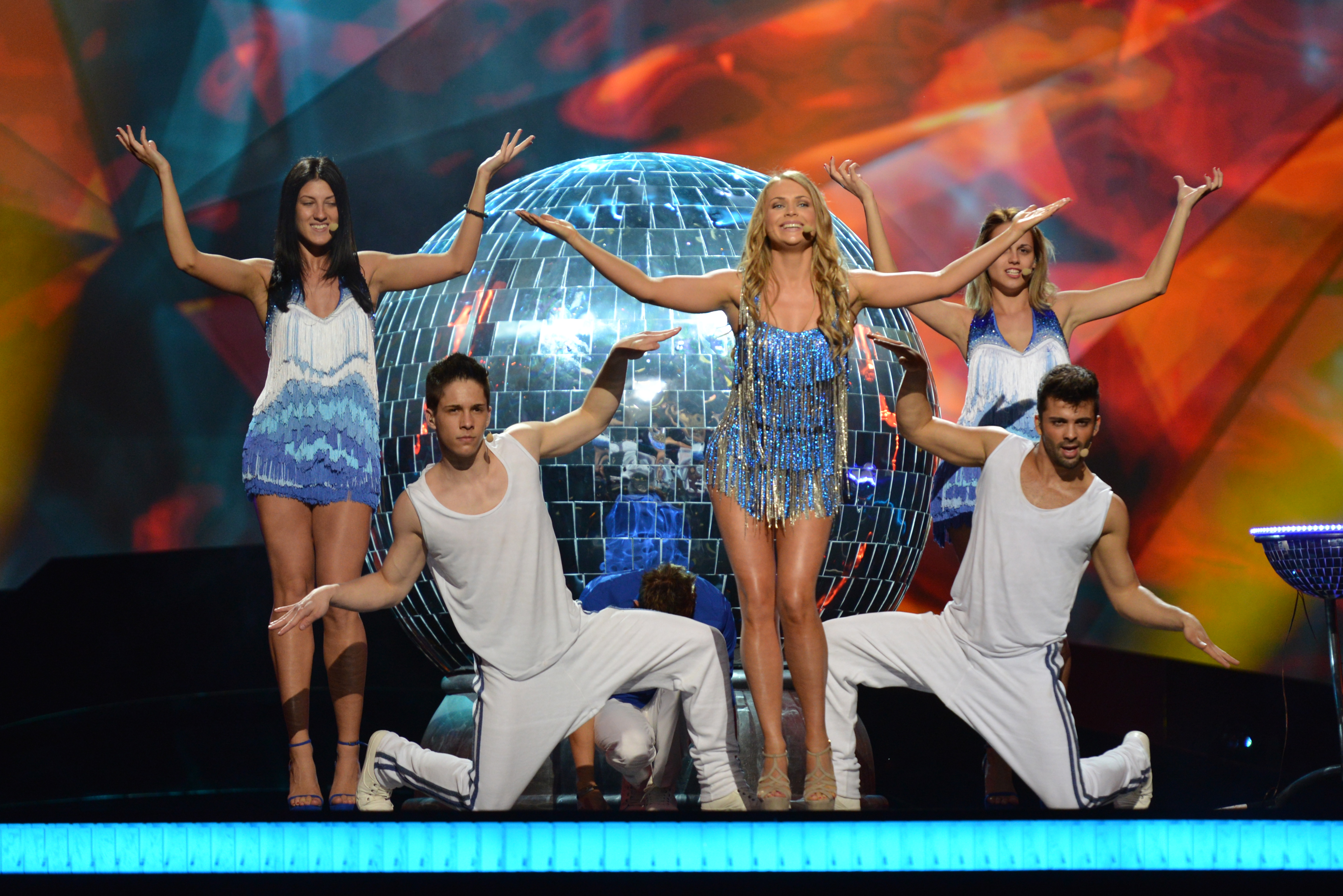
Alyona Lanskaya a Malmö (2013)
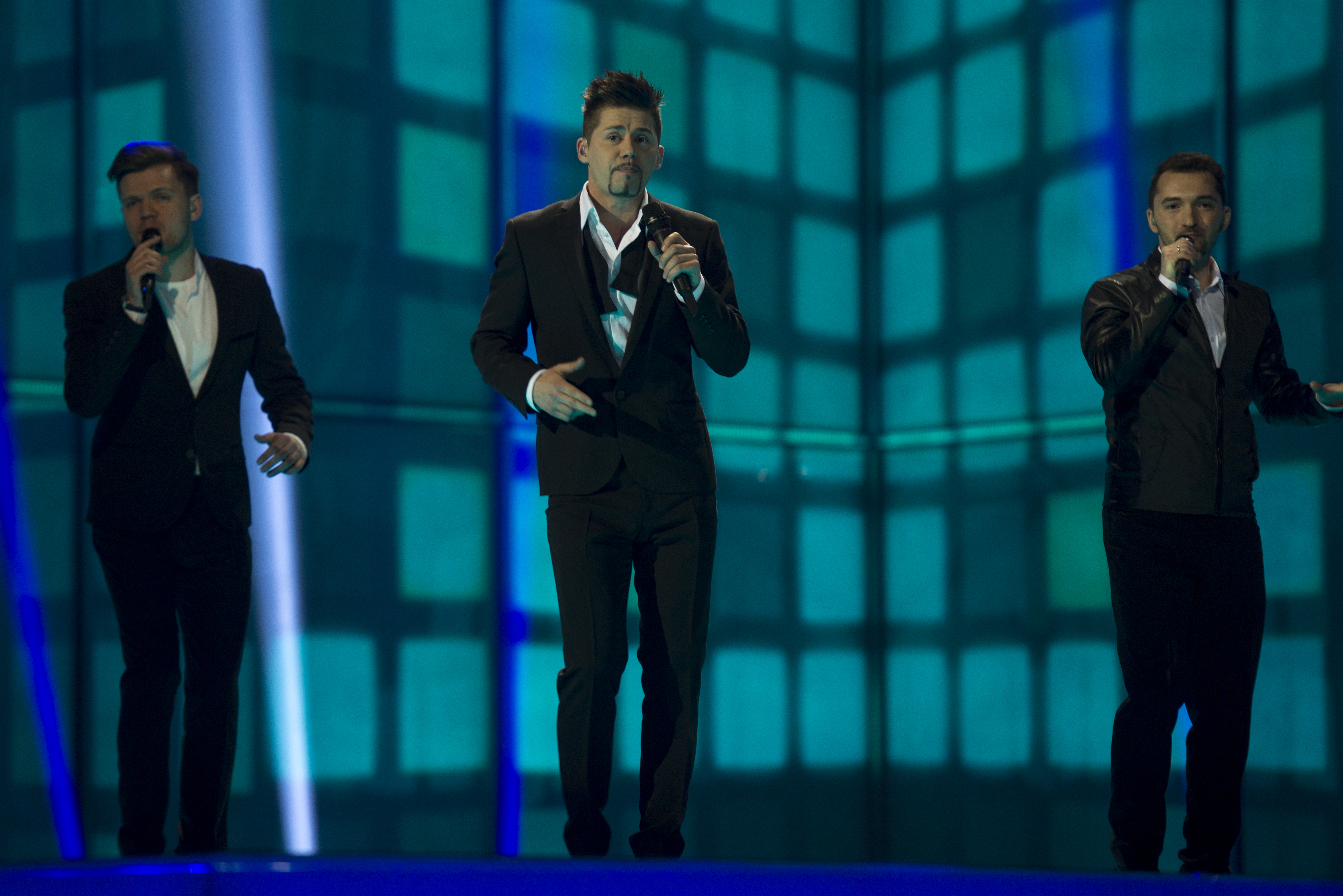
TEO a Copenhaguen (2014)
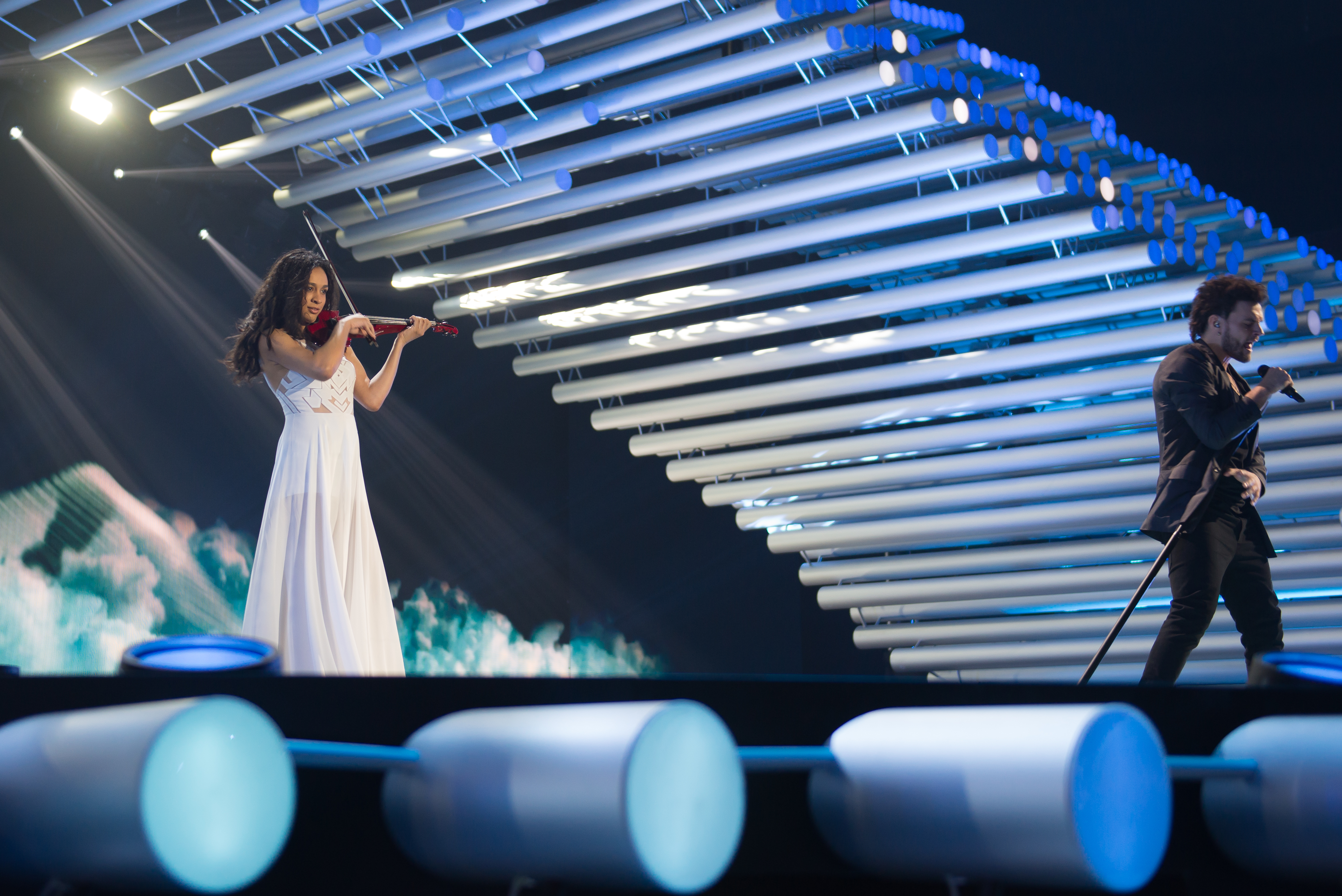
Uzari i Maimuna a Viena (2015)
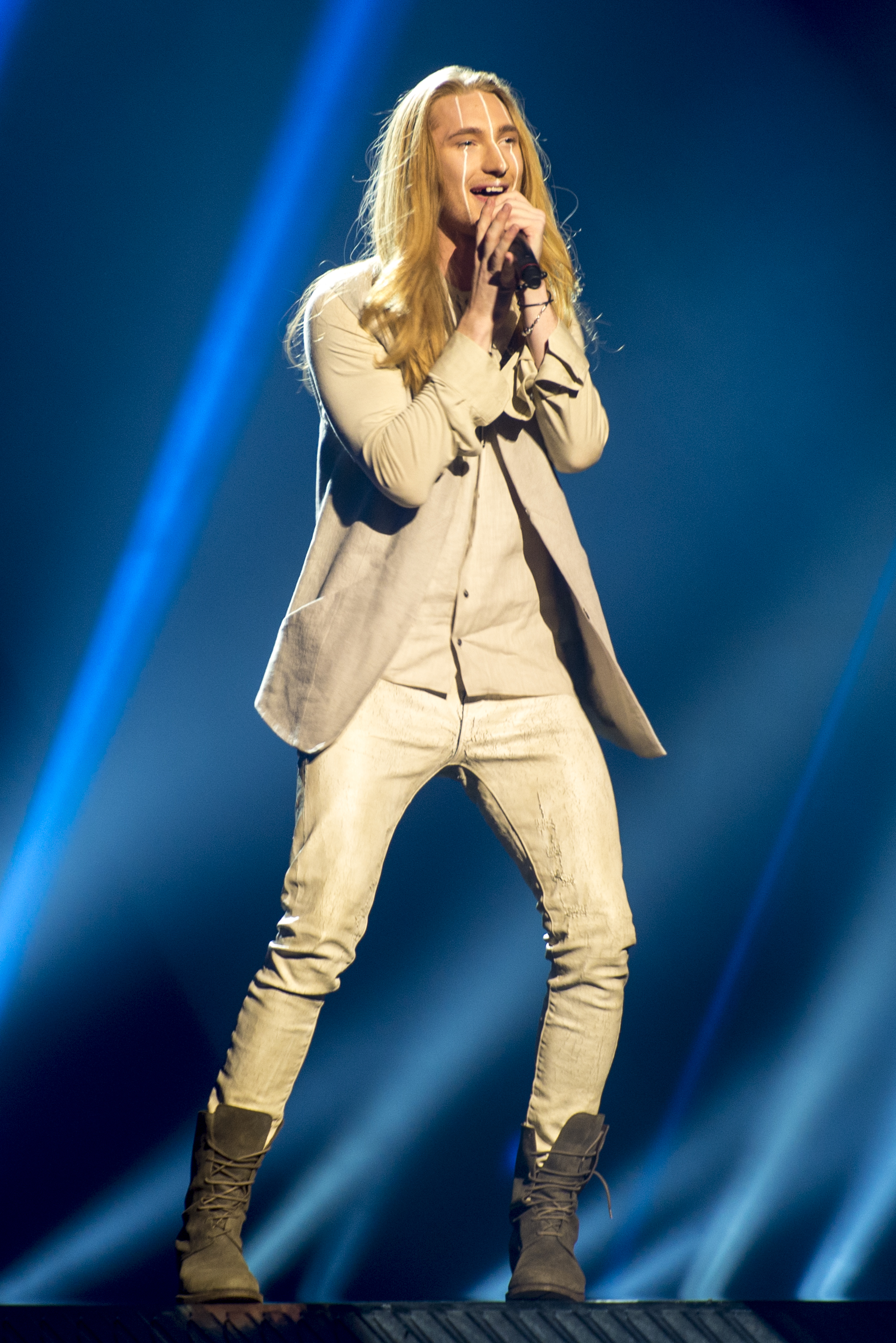
IVAN a Estocolm (2016)
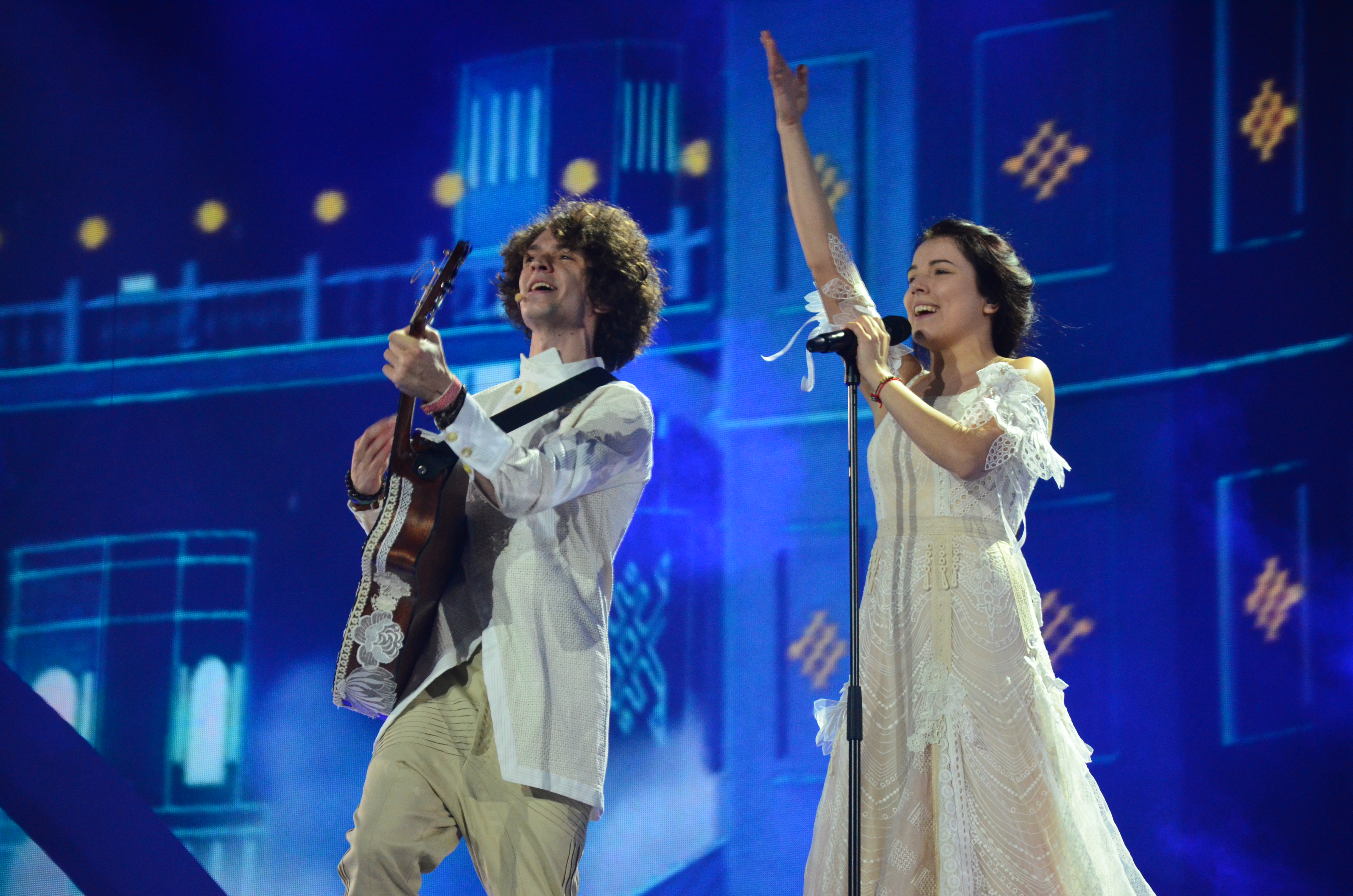
NAVIBAND a Kíev (2017)
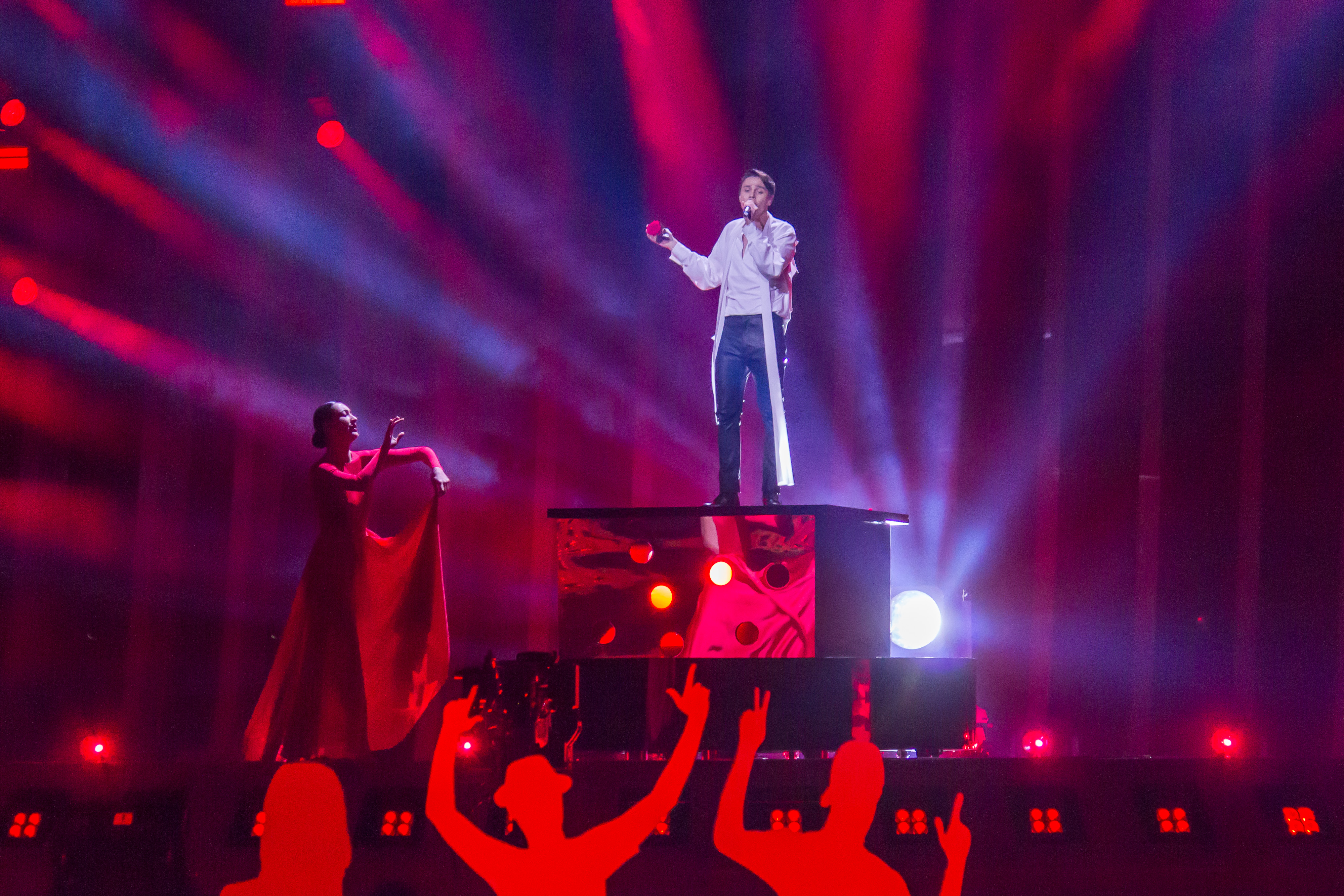
Alekseev a Lisboa (2018)
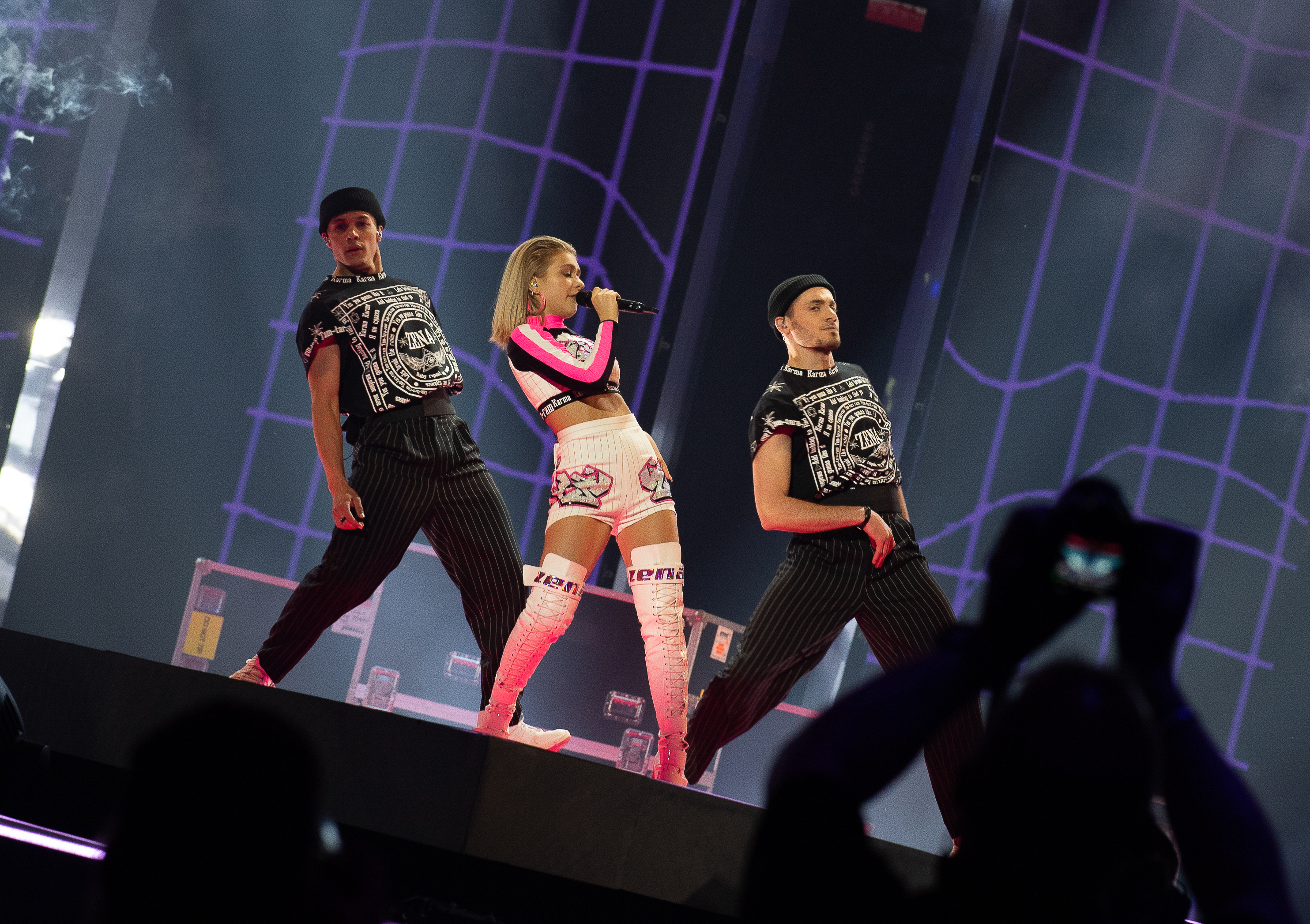
Zena a Tel-Aviv (2019)